# Baldur Beyer
|  | Dieser Artikel oder Abschnitt wurde wegen inhaltlicher Mängel auf der Qualitätssicherungsseite der Redaktion Geschichte eingetragen (dort auch Hinweise zur Abarbeitung dieses Wartungsbausteins). Dies geschieht, um die Qualität der Artikel im Themengebiet Geschichte auf ein akzeptables Niveau zu bringen. Dabei werden Artikel gelöscht, die nicht signifikant verbessert werden können. Bitte hilf mit, die Mängel dieses Artikels zu beseitigen, und beteilige dich bitte an der Diskussion! |

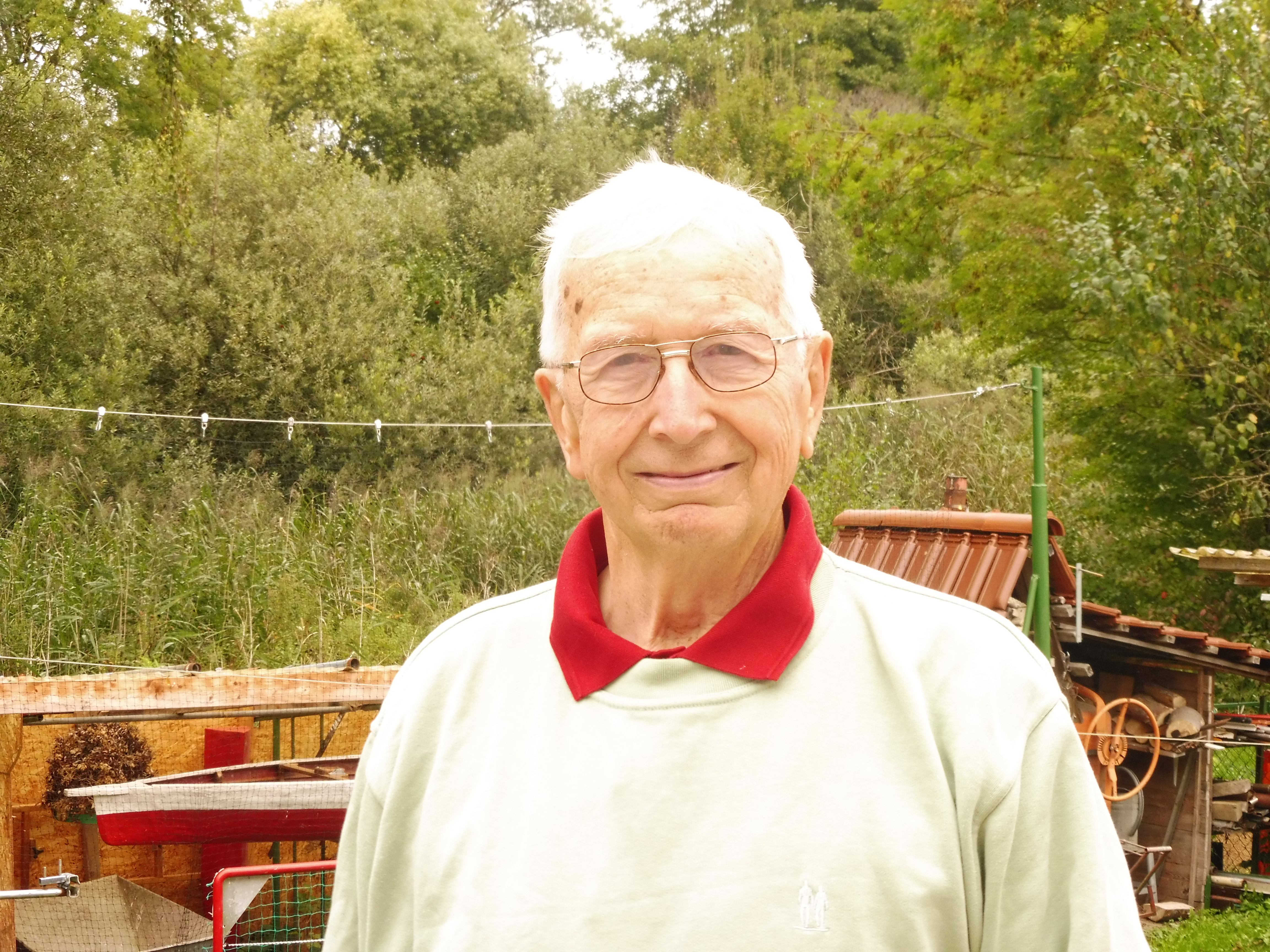
Baldur Beyer (2021)

Baldur Beyer (* 26. Dezember 1936 in Rothebude, Ostpreußen; † 19. November 2021 in Güstrow) war ein deutscher Sportlehrer in Mecklenburg. Seine Passion war das Alphorn.

## Leben
Beyer kam 1936 als zweites Kind einer masurischen Familie zur Welt. Durch seinen Großvater lernte er die Ligawka, eine der Hirtentrompeten Ostmitteleuropas, kennen. Kurz nach seiner Einschulung wurde die Familie von der Wehrmacht in einer Nacht-und-Nebel-Aktion nach Bischofstein umquartiert, mit vielen anderen als menschlicher Schutzschild von Hitlers Wolfsschanze. Am 20. Januar 1945 erreichte die Rote Armee den Ort. Die Mutter wurde nach Sibirien verschleppt. Beyer erlebte in Masuren Misshandlungen und Erschießungen durch Soldaten der Roten Armee. Nun allein, schloss er sich Kinder- und Jugendbanden an. Als Wolfskind überlebte er in den masurischen und litauischen Wäldern nur deshalb, weil er Panzergranaten auseinandernehmen und mit dem Brennglas Feuer machen konnte; mit dem begehrten Stangenpulver konnten sich die Kinder wärmen. Anfang Oktober 1945 kehrten von den 2500 verschleppten Frauen 17 aus dem Ural zurück. Darunter war Beyers Mutter, die ihren Sohn eher zufällig wiederfand. Nach vierwöchiger Fahrt in verschlossenen Viehwagen erreichte die Familie im Dezember das Lager Losten in Nordwestmecklenburg. Weihnachten 1945 fand sie in Witzin eine neue Heimat.
Dort wurde Beyer, inzwischen 10 Jahre alt, im Juni 1946 eingeschult. Nach gutem Schulabschluss begann er auf der Mathias-Thesen-Werft in Wismar eine Lehre in der Schlosserei. Nach dem erfolgreichen Abschluss bewarb er sich 1957 an der Arbeiter-und-Bauern-Fakultät der Deutschen Hochschule für Körperkultur (DHfK) für eine volle Abiturausbildung. 1958 konnte er das Studium an der DHfK aufnehmen. In der Hochschulmannschaft spielte er Eishockey. Nach sechs Jahren als Landessportlehrer wurde er von Harry Tisch gegen seinen Willen zum Cheftrainer des SC Empor Rostock berufen. Das zunehmende Staatliche Doping in der DDR veranlasste ihn 1966 zur Kündigung seiner Dienststellung. Neue Arbeit wurde ihm verwehrt. Ein guter Bekannter verschaffte ihm heimlich eine Anstellung in der Schulverwaltung. Das verhalf ihm später zur Anstellung als Schuldirektor an der Abitur- und Berufsbildenden Schule für Datenverarbeitung in Rostock.
Unter ursächlichem Zutun des Ministeriums für Staatssicherheit verunglückte sein Bruder Harry 1978 tödlich. Baldur Beyer erhielt 1979 die Lebensrettungsmedaille der DDR, weil er ein Kind unter Einsatz seines Lebens gerettet hatte. Ab 1992 lebte er wieder in Witzin. Mit seiner 2019 verstorbenen Ehefrau Helga Beyer hatte er einen Sohn mit drei Enkeln und einer Urenkelin. In Witzin gründete er 2000 den ersten Inlineskaterverein Norddeutschlands. 2003 baute er ihm die erste Hockeyhalle im ländlichen Raum Deutschlands. Wegen eines Mantelzelllymphoms musste er sich im Krankenhaus Güstrow einer Chemotherapie unterziehen. 
Auf der Heimfahrt von einer Kur in Karlsbad zog er sich im Bus eine Infektion mit SARS-CoV-2 zu. Ihr erlag er mit fast 85 Jahren im Krankenhaus Güstrow.

## Alphorn
Seit der Kindheit spielte Beyer mehrere Musikinstrumente. Als Acht- und Neunjähriger erlebte er in Masuren, wie sein Großvater aus einfachen Materialien alphornähnliche Blasinstrumente baute. Bei einem Wintertriathlon in den Alpen hörte er Alphornmelodien. Fasziniert von den Instrumenten und Tönen, baute er 2009 nach dem Muster seines Großvaters das erste von neun Alphörnern. Er entwickelte das „Mecklenburger Alphorn“ in Leistenbauweise. Er erforschte die Geschichte und entwickelte die F-Notierung für das Mecklenburger Alphorn. Er leitete mit 84 Jahren das Mecklenburger Alphornorchester und hielt die einzige Kinderalphorngruppe Norddeutschlands zusammen.

## Werke
- Das Mecklenburger Alphorn: die Renaissance eines nordischen Naturhorns in Mecklenburg: mit dem ersten „Mecklenburger Alphorn-Verzeichnis“. Baldur Beyer, Witzin 2021, DNB 1216585202.